# Helicius
Helicius is een geslacht van spinnen uit de familie springspinnen (Salticidae). 

## Soorten
De volgende soorten zijn bij het geslacht ingedeeld:
- Helicius chikunii (Logunov & Marusik, 1999)
- Helicius cylindratus (Karsch, 1879)
- Helicius hillaryi Żabka, 1981
- Helicius kimjoopili Kim, 1995
- Helicius yaginumai Bohdanowicz & Prószyński, 1987